# 松井美智子
松井 美智子（まつい みちこ、1968年12月7日 - ）は、東海テレビのアナウンサー。兵庫県西宮市出身。関西学院大学卒。1992年入社。

## 過去の担当番組
- FNN東海テレビスーパータイム
- FNN東海テレビスーパーニュース（1998年3月30日 - 2001年6月30日）メインキャスター
- みんなのニュース One（2015年4月 - 2018年3月）曜日ごとのキャスター
- NEWS ONE（2022年4月4日 - 2024年3月29日）メインキャスター